# 意大利重巡洋舰列表

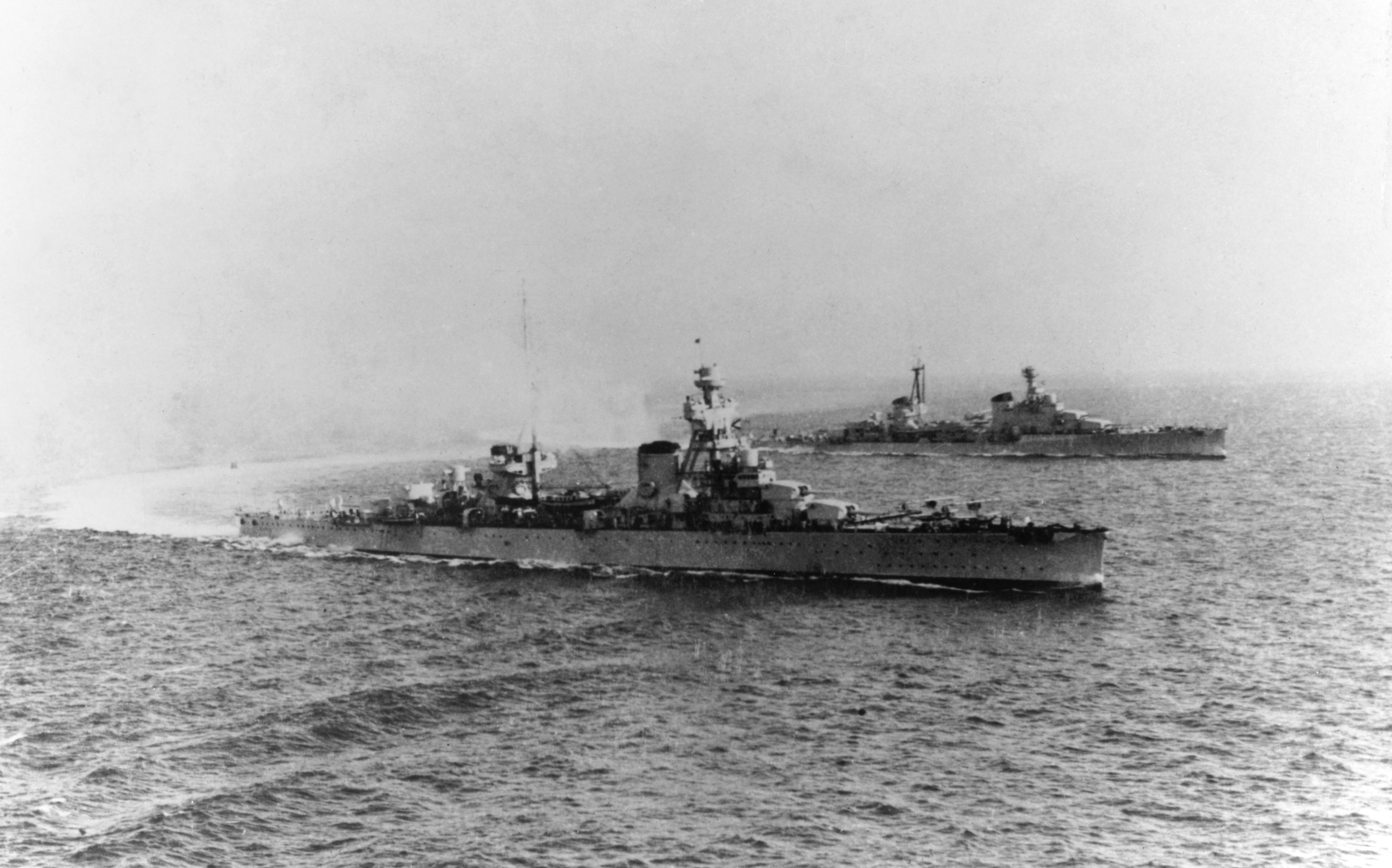
“特伦托”号（画面中央）和“博尔扎诺”号（背景中）正在行进中

意大利重巡洋舰列表收录所有由意大利皇家海军所建造的重巡洋舰。在20世纪20年代和30年代，意大利皇家海军使用当时国际海军条约分配给意大利的巡洋舰吨位建造了一系列重型巡洋舰，作为海军现代化计划的一部分。总共有三个舰级共7艘舰只被设计并建造完成：2艘特伦托级重巡洋舰、4艘扎拉级重巡洋舰，以及作为特伦托级改良版的“博尔扎诺”号重巡洋舰。意大利皇家海军最初打算建造六艘巡洋舰，并以这些巡洋舰组建成两支三艘舰组成的舰队。其中，扎拉级的“波拉”号作为舰队旗舰。然而由于加富尔伯爵级战列舰正在回船坞改装中，为弥补战力不足而追加订购了一艘。这7艘舰只代表了海军最高指挥部内部的分歧，其中一派倾向于以牺牲装甲保护为代价换取较高的航速（即特伦托级和“博尔扎诺”号），另一派倾向于牺牲航速以换取重装甲防护（即扎拉级）。这一时期各海上强国所有的舰只都按照《华盛顿海军条约》规定的限制公开建造，即标准排水量限制为10,000長噸（10,000公噸），而主炮口径则不得超过203（8.0英寸）。然而最终建成时，这些巡洋舰的排水量都超过了条约限制。

所有的七艘重巡洋舰在二战期间都曾在地中海服役，在那里她们多次与英国皇家海军舰队交战。1940年至1943年间，意大利的重巡洋舰队参加了卡拉布里亚海战、塔兰托战役、斯巴提芬托角战役、马塔潘角战役、苏尔特第一和第二战役。1941年，“扎拉”号、“阜姆”号和“波拉”号在马塔潘角海战与英国战列舰的近距离夜间作战中沉没；1942年6月，“特伦托”号被英军鱼雷击沉；1942年8月，“博尔扎诺”号被英国潜艇重创，使其再没能返回战场。1943年4月，美国重型轰炸机袭击了拉马达莱娜，击沉了“的里雅斯特”号的同时也重创了“戈里西亚”号；后者与“博尔扎诺”号在1944年德国占领意大利期间遭到意、英国联军突击队的袭击以阻止德军修理和重新启用。战后，这些舰只都被打捞起并报废。
| 建造者 | 舰只的建造者的名称以及建造时的所在地                 |
| 主炮   | 主炮的数量和类型                                     |
| 装甲   | 水线装甲带的最大厚度                                 |
| 排水量 | 战斗状态下满载排水量                                 |
| 推进器 | 传动轴的数量，推进系统的类型、可提供的最高航速和功率 |
| 服役   | 舰只开建和结束建造的日期以及其最终结局               |
| 开建   | 开始安放龙骨的日期                                   |
| 下水   | 舰只下水的日期                                       |
| 完工   | 舰只完成建造、交付使用的日期                         |
| 结局   | 舰只最终结局（例如沉没、拆解）                       |

## 特伦托级

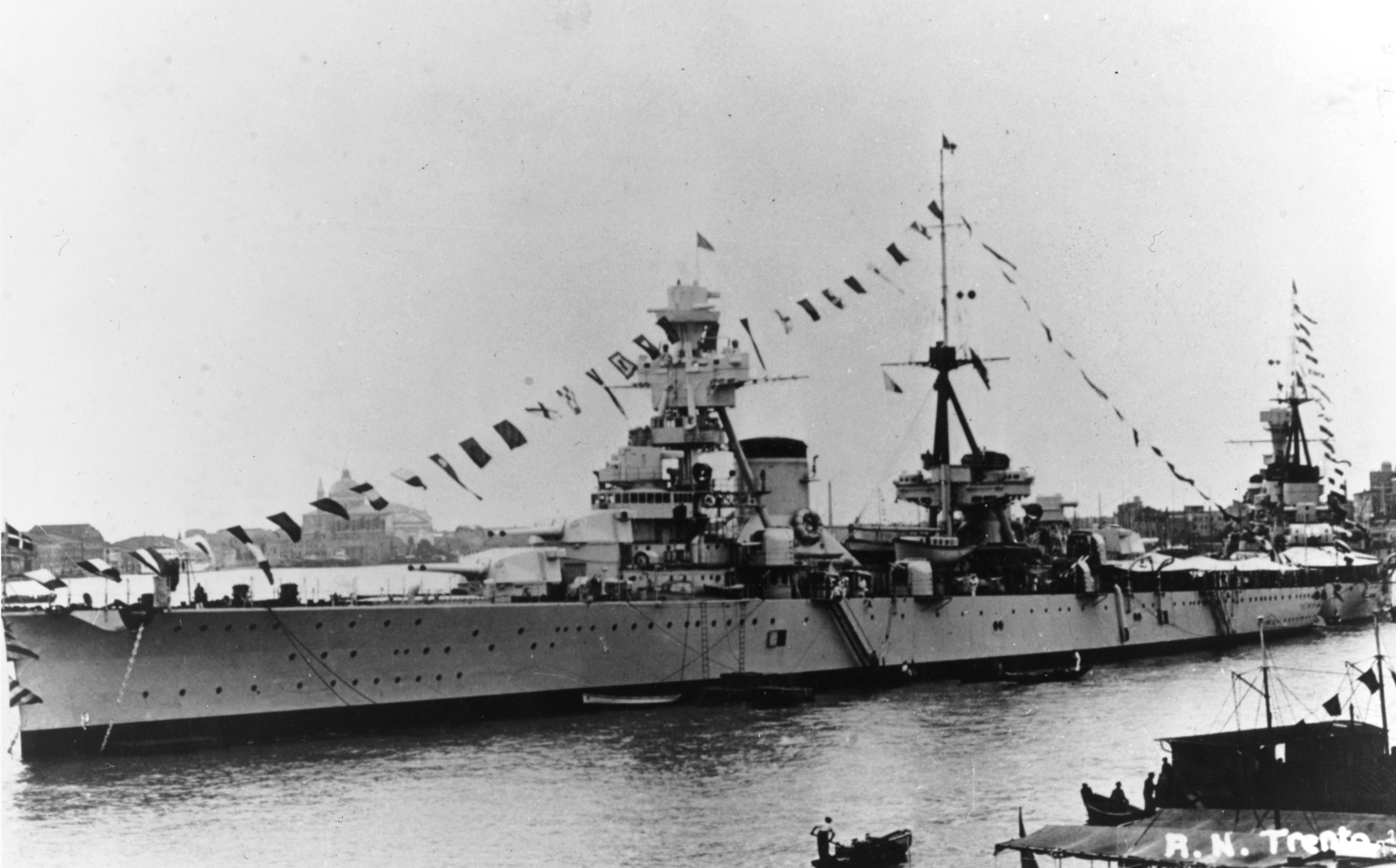
“特伦托”号早期舰容

为应对法国同年开建的杜肯级重巡洋舰，意大利海军于1924年下令建造特伦托级重巡洋舰。最高指挥部要求拟议中的重巡洋舰具有36節（67每小時；41英里每小時）的高航速。而1922年通过的《华盛顿海军条约》将新建巡洋舰但标准排水量限制在10,000長噸（10,160公噸），主炮限定在203（8英寸）。为了在达到最高指挥部要求的速度的同时将设计保持在限值之内，设计人员被迫大幅减少舰体装甲防护的规模。然而最终在实战中，该级舰只薄弱的装甲导致帝国海军军官强烈要求为之后新造的巡洋舰提供更好装甲保护。具有讽刺意味的是，“特伦托”号和“的里雅斯特”号只能在较低排水量的情况下才能达到与扎拉级相当的31節（57每小時；36英里每小時）航速。

意大利于1940年6月加入第二次世界大战后，“特伦托”号和“的里雅斯特”号广泛的参与了在地中海针对英国军队的军事行动，其中包括1940年7月和11月卡拉布里亚、斯巴提芬托角以及1941年3月马塔潘角的战斗。1941年11月，“的里雅斯特”号被英国潜艇“极限”号击伤，此后一直在船厂维修。与此同时，“特伦托”号也先后参加了苏尔特第一次和第二次战役。1942年6月意军舰队出发拦截英军“鱼叉行动”护航编队。在途中，“特伦托”号先是被英军舰载蒲福式鱼雷轰炸机击中瘫痪，之后于6月15日被潜艇“暗影”号击中弹药库沉没。“的里雅斯特”号被转移到撒丁岛的拉马达莱娜，后来于1943年4月10日被美国重型轰炸机炸沉。
| 舰名                          | 建造者                   | 主炮                                        | 装甲          | 排水量                   | 推进器 | 服役          | 服役                           | 服役           | 服役              |
| 舰名                          | 建造者                   | 主炮                                        | 装甲          | 排水量                   | 推进器 | 开建          | 下水                           | 完工           | 结局              |
| ----------------------------- | ------------------------ | ------------------------------------------- | ------------- | ------------------------ | --- | ------------- | ------------------------------ | -------------- | ----------------- |
| “特伦托”号      | 義大利奥兰多船厂         | 8门203（8英寸）/50 倍径安萨尔多1924年式舰炮 | 70（2.8英寸） | 13,548長噸（13,765公噸） | 4轴，12台亚罗式锅炉驱动4台帕森斯式蒸汽涡轮机，35節（65每小時；40英里每小時），150,000匹軸馬力（110,000千瓦特） | 1925年2月8日  | 1927年10月4日                  | 1929年4月3日   | 1942年6月15日沉没 |
| “的里雅斯特”号  | 義大利的里雅斯特技术公司 | 8门203（8英寸）/50 倍径安萨尔多1924年式舰炮 | 70（2.8英寸） | 13,540長噸（13,760公噸） | 4轴，12台亚罗式锅炉驱动4台帕森斯式蒸汽涡轮机，35節（65每小時；40英里每小時），150,000匹軸馬力（110,000千瓦特） | 1925年6月22日 | 1926年10月24日“1926年10月20日” | 1928年12月21日 | 1943年4月10日沉没 |

## 扎拉级

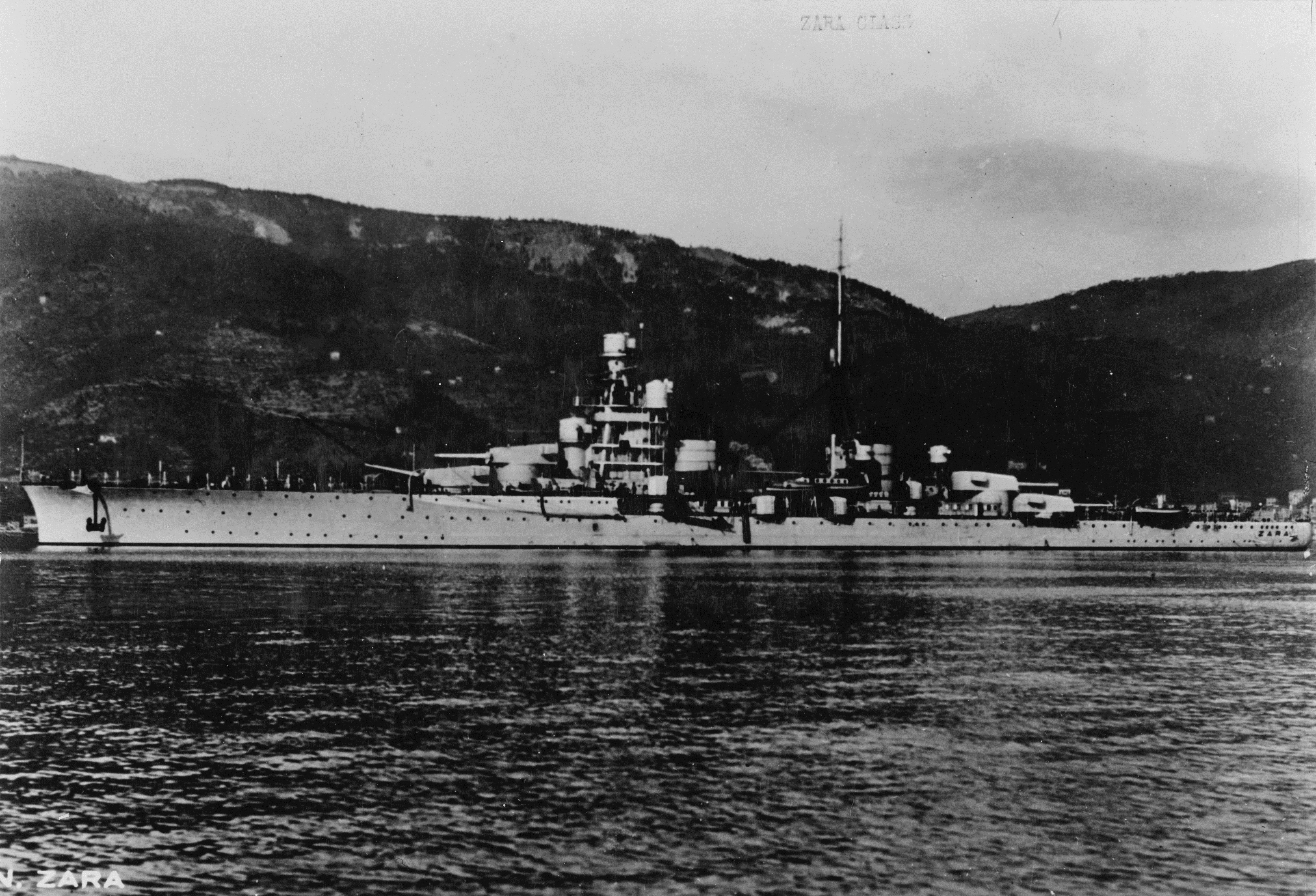
1930年代的“扎拉”号

特伦托级在设计建造中牺牲装甲的保护能力以获取较高的航速。在特伦托级还在建造中的时候，意大利海军司令部的一些成员开始怀疑这种设计思路的有效性。这些人提倡一种更加平衡的设计，结合更加全面的装甲，同时保留8门203毫米口径舰炮和至少32節（59每小時；37英里每小時）的航速。为了实现这些目标，意大利军方最高指挥部允许设计师超过10,000吨的限制，并指示他们采取尽可能多的减轻重量的变化。这些措施包括使用轻型推进系统，从设计中移除鱼雷发射管，以及放弃特伦托级上使用的平甲板而采用逐级下降的主甲板。在1945年美国的得梅因级重巡洋舰下水之前，扎拉级因其装备的重型装甲成为诸国海军中防护能力最好的巡洋舰。

本级全部四艘重巡洋舰都参加了卡拉布里亚、斯巴提芬托角和马塔潘角战役。在马塔潘角战役中，“波拉”号被英国航空母舰“可畏”号舰载剑鱼鱼雷轰炸机的鱼雷击中瘫痪，之后被“贾维斯”号与“努比亚人”号合力用鱼雷击沉。“扎拉”号和“阜姆”号脱离舰队保护“波拉”号。最终这两艘重巡洋舰以及另外两艘驱逐舰在与英军战列舰“巴勒姆”号、“刚勇”号以及“厌战”号的近距离夜间交战中被击沉。“戈里西亚”号是该级唯一幸存的舰只，曾分别于1941年12月和1942年3月参加了第一次和第二次苏尔特战役。1943年4月10日，当该舰停泊在拉马达莱娜时，美国陆军航空队重型轰炸机投下的三枚炸弹击中了“戈里西亚”号，将其重伤。同年9月意大利向盟军投降时，该舰仍在拉斯佩齐亚进行维修。当德军占领意大利大部分地区时，该舰也被德军俘获。1944年6月22日，为确保被俘军舰不被德军修复后再次使用，意大利蛙人使用人操鱼雷进入港口发动攻击。尽管“戈里西亚”号在是次袭击中幸存下来，但最终还是未能彻底修复，于1949年被作为废品出售。
| 舰名                       | 建造者                   | 主炮                  | 装甲           | 排水量                   | 推进器 | 服役          | 服役           | 服役           | 服役                             |
| 舰名                       | 建造者                   | 主炮                  | 装甲           | 排水量                   | 推进器 | 开建          | 下水           | 完工           | 结局                             |
| -------------------------- | ------------------------ | --------------------- | -------------- | ------------------------ | --- | ------------- | -------------- | -------------- | -------------------------------- |
| “扎拉”号     | 義大利拉斯佩齐亚船厂     | 8门203毫米/53倍径舰炮 | 150（5.9英寸） | 14,530長噸（14,760公噸） | 2轴，12台桑尼科洛夫特水管锅炉驱动2台帕森斯式涡轮蒸汽机，33節（61每小時；38英里每小時），95,000匹軸馬力（71,000千瓦特） | 1929年7月4日  | 1930年4月27日  | 1931年10月20日 | 1941年3月29日沉没                |
| “阜姆”号     | 義大利的里雅斯特技术公司 | 8门203毫米/53倍径舰炮 | 150（5.9英寸） | 14,168長噸（14,395公噸） | 2轴，12台亚罗水管锅炉驱动2台帕森斯式涡轮蒸汽机，32節（59每小時；37英里每小時），95,000匹軸馬力（71,000千瓦特）         | 1929年4月29日 | 1930年4月27日  | 1931年11月23日 | 1941年3月29日沉没                |
| “波拉”号     | 義大利奥兰多船厂         | 8门203毫米/53倍径舰炮 | 150（5.9英寸） | 14,360長噸（14,590公噸） | 2轴，12台桑尼科洛夫特水管锅炉驱动2台帕森斯式涡轮蒸汽机，32節（59每小時；37英里每小時），95,000匹軸馬力（71,000千瓦特） | 1931年3月17日 | 1931年12月5日  | 1932年12月21日 | 1941年3月29日沉没                |
| “戈里西亚”号 | 義大利奥兰多船厂         | 8门203毫米/53倍径舰炮 | 150（5.9英寸） | 14,560長噸（14,790公噸） | 2轴，12台桑尼科洛夫特水管锅炉驱动2台帕森斯式涡轮蒸汽机，33節（61每小時；38英里每小時），95,000匹軸馬力（71,000千瓦特） | 1930年3月17日 | 1930年12月28日 | 1932年12月23日 | 1944年被人操鱼雷击沉，1949年报废 |

## “博尔扎诺”号

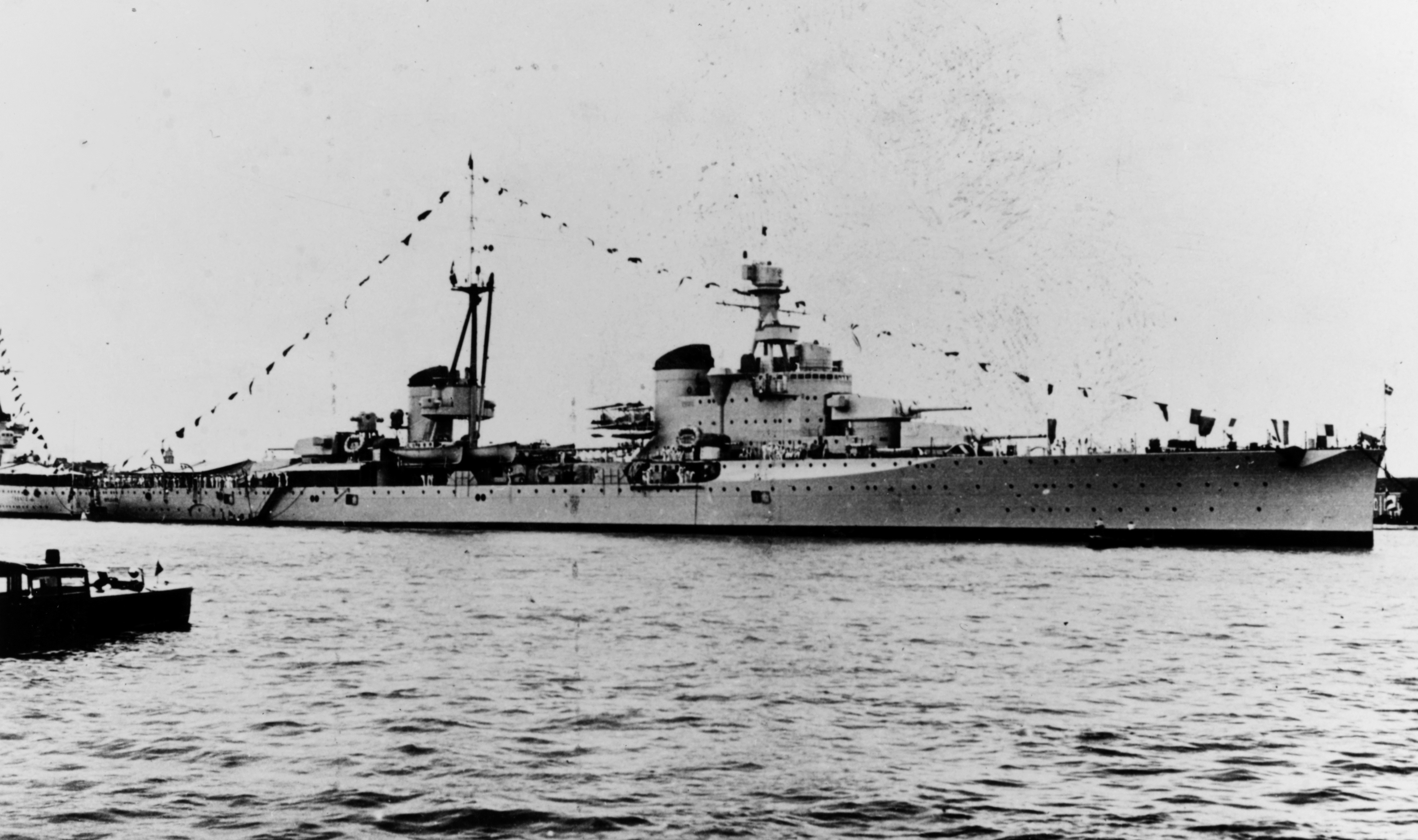
和平时期的“博尔扎诺”号

1928年，由于意大利海军开始对加富尔伯爵级战列舰进行现代化改造。在建中的“波拉”号的舰桥被扩建，以暂时作为舰队旗舰。因此，“波拉”号无法参与计划中的三舰巡洋舰队的组建。意大利海军于是下令建造第七艘重巡洋舰以取代“波拉”号的空缺。由于海军高级领导人坚持认为航速比防护更为重要，新舰的设计思路又回到了特伦托级的设计要求。新造舰对特伦托级的基本设计进行了一系列改动，包括使用扎拉级的53倍径舰炮、新型锅炉以及倾斜上升的艏楼甲板。

和其他的意大利重巡洋舰一样，在地中海战役的头两年，“博尔扎诺”号参加了主要的舰队行动。本舰在卡拉布里亚海战中受到轻微损伤，在斯帕蒂文托角与英国战列巡洋舰“声望”号交战，但两舰各自都没有命中目标。1941年8月，“博尔扎诺”号试图拦截一支英国护航舰队，但未能成功。在返回途中被英国潜艇“凯旋”号以鱼雷击中。同年11月该舰完成修复，但是1942年8月又被“不破”号潜艇鱼雷击中，造成严重损坏。当意大利于1943年9月3日向盟军投降时，该舰仍然停泊在拉斯佩齐亚等待修理。同年9月8日至9日，德国军队占领了拉斯佩齐亚。1944年6月21日至22日夜间，一支由英国和意大利蛙人组成的队伍——意大利此时站在同盟国一边重新加入了战争——进入拉斯佩齐亚，用人操鱼雷攻击停泊在港内的“博尔扎诺”号和“戈里西亚”号，以防止德国人将其用作封锁船。他们成功地击沉了“博尔扎诺”号，但“戈里西亚“号仍然漂浮在海上。 最终“博尔扎诺”号在1949年被打捞起并拆解。
| 舰名                        | 建造者             | 主炮                       | 装甲          | 排水量                   | 推进器 | 服役          | 服役          | 服役          | 服役              |
| 舰名                        | 建造者             | 主炮                       | 装甲          | 排水量                   | 推进器 | 开建          | 下水          | 完工          | 结局              |
| --------------------------- | ------------------ | -------------------------- | ------------- | ------------------------ | --- | ------------- | ------------- | ------------- | ----------------- |
| “博尔扎诺”号  | 義大利安萨尔多船厂 | 8门203（8英寸）/53倍径舰炮 | 70（2.8英寸） | 13,665長噸（13,884公噸） | 4轴，12台亚罗式锅炉驱动4台帕森斯式蒸汽涡轮机，35節（65每小時；40英里每小時），150,000匹軸馬力（110,000千瓦特） | 1930年6月11日 | 1932年8月31日 | 1933年8月19日 | 1944年6月21日沉没 |

## 脚注

### 引文
1. ↑  周新民 2001，第38頁
2. 1 2 3 4 5  军情视点 2014，第75頁
3. 1 2 3 4  周新民 2001，第39頁
4. ↑  世界重巡洋舰全集，第141頁
5. ↑  日本海人社出版 2014，第82頁
6. ↑  海陆空天惯性世界 2004 12M，第28頁
7. ↑  托斯卡纳艳阳 2007，第5頁
8. ↑  Gröner，第ix頁
9. ↑  Brescia，第72, 74頁
10. ↑  Gardiner & Chesneau，第291–292頁
11. ↑  Hogg & Wiper，第2–3, 11頁
12. 1 2 3 4 5 6 7 8 9 10 11 12 13 14 15 16 17  世界重巡洋舰全集，第128頁
13. 1 2 3  世界重巡洋舰全集，第129頁
14. 1 2 3 4 5 6 7 8  世界重巡洋舰全集，第136頁
15. ↑  Hogg & Wiper，第3, 10–11頁
16. 1 2 3 4 5 6 7 8 9 10 11 12 13  Gardiner & Chesneau，第291頁
17. 1 2 3 4 5 6 7 8 9 10 11 12  周新民 2001，第40頁
18. 1 2 3 4 5 6 7 8 9 10 11 12 13 14 15 16 17 18 19 20  Gardiner & Chesneau，第292頁
19. ↑  Brescia，第76頁
20. ↑  Martin，第69頁
21. ↑  海人社 2013，第56頁
22. ↑  日本海人社 & 世界近代战列舰史，第94頁
23. ↑  Hogg & Wiper，第18, 24, 46–47, 54頁
24. ↑  Greene & Massignani，第218–221頁
25. 1 2 3 4 5 6 7 8  Gardiner & Chesneau，第293頁
26. ↑  Brescia，第80頁
27. ↑  江泓 & 英国战列巡洋舰全史，第170頁
28. ↑  日本海人社 & 世界近代战列舰史，第106頁
29. ↑  英军战列巡洋舰 1939-1945，第2頁
30. ↑  Hogg & Wiper，第62頁
31. ↑  Brescia，第80–81頁
32. ↑  世界重巡洋舰全集，第142頁

## 期刊来源
- 王义山. . 舰船知识 = NAVAL & MERCHANT SHIPS (北京: 舰船知识杂志社). 2010, (增刊). ISSN 1000-7148 （中文（中国大陆））.
- 托斯卡纳艳阳. . 战舰 = BATTLESHIPS. 2007-09, (01). ISBN 9771671640017 请检查|isbn=值 (帮助). ISSN 1671-1645 （中文（中国大陆））.
- . 海陆空天惯性世界. 2004, (12M): 26–40  [2020-03-21]. （原始内容存档于2020-03-21） （中文（中国大陆））.
- 周新民. . 现代舰船. 2001, (11): 38-40 （中文（中国大陆））.